# هند حاكم الفايز
هند حاكم الفايز (من مواليد عام 1968)هي إعلامية واقتصادية وناشطة سياسية ونائب سابق في مجلس النواب الأردني من خلال الكوتا النسائية عام 2013. تعتبر معارضة لصفقة الغاز مع إسرائيل وتعارض اتفاقية السلام الأردنية مع إسرائيل وأيضاً معارضة لمشروع الطاقة النووية نظراً لأخطاره البيئية والصحية. والدها حاكم سلطان مثقال الفايز امضى في السجون السورية نحو 22 عاماً في عهد الرئيس السوري حافظ الأسد (وقد توفي في 6 يوليو\تموز 2013 ) 

## حياتها
اختيرت الفايز ضمن قائمة أفضل 10 شخصيات نسائية في الأردن حسب ما نشرته صحيفة جوردان بزنس. من هواياتها ركوب الخيل، الصيد  اشتهرت بسبب الفيديو الذي تظهر من خلاله في مجلس النواب الأردني وتناقش نواب آخرين بينما يحثّها النائب يحيى السعود على الجلوس صائحاً اقعدي يا هند؛ زاد هذا الحدث من شعبيتها وتأييد الكثيرين لها، فيما انتشرت هذه العبارة بفعل تناقلها عبر وسائل التواصل الاجتماعي بكثافة وقد قامت بالرد عليه مما جعل كلماتهم تتصدر تويتر وفيسبوك العرب في ذلك اليوم  وقد صدرت بعض المشادات وقتها.

## دراستها وعملها
درست في جامعة اليرموك علم حاسوب فرع مالية وتخرجت عام 1991 وعملت بعد ذلك مهندسة انظمة مع شركة IBM ثلاث سنوات وخلال عملها في هذه الشركة ذهبت إلى بريطانيا وحصلت على دورات في التسويق وحصلت على تمويل من بنك الانماء الصناعي وقامت بتأسيس مؤسسة صغيرة للإعلانات وكانت أول المنتجين المنفذين مع التلفزيون الأردني وشبكة راديو وتلفزيون العرب وأنتجت لهم عدة برامج وعملت مع التلفزيون الأردني مع الدائرة التجارية بالاعلانات. وكانت تملك شركة خدمات في مطار الملكة علياء بها أكثر من 120 موظفا. تتحدث اللغة الإنجليزية واللغة الفرنسية بطلاقة.

## جمعيات خيرية
أحد أعضاء الجمعيات الخيرية:
- جمعية رعاية اليتيم الخيرية
- جمعية صخر لإيواء الأيتام

## خوضها الانتخابات
ترشحت هند الفايز في الانتخابات التشريعية الأردنية في 2007 ولكنها لم تنجح بالانتخابات. عادت وخاضت الانتخابات في 2010 لكنها لم تنجح بالوصول مرة أخرى.
اما في 2013 فقد نجحت في الوصول إلى قبة البرلمان الأردني (السابع عشر) من خلال الكوتا النسائية عن دائرة انتخائبية - بدو وسط. وقد حصلت على 873 صوت. كما كانت عضوا في التجمع الديمقراطي للإصلاح وايضا عضو اللجنة المالية والاقتصادية في مجلس النواب ونائب رئيس لجنة النزاهة والشفافية وتقصي الحقائق النيابية.

## رؤيتها السياسية
تعتبر هند الفايز مدافعة عن القومية العربية في قبة البرلمان الأردني.
أي أن للفايز توجهات قومية حيث تعتبر أن القائد العربي جمال عبد الناصر هو مثلها الأعلى، وتدعو إلى نبذ المصطلحات العنصرية في التفريق بين الأردنيين والفلسطينيين.

من اهدافها أن تكون الأردن دولة ديمقراطية تسودها الشفافية والنزاهة. تحارب الفساد في اروقة مجلس النواب الأردني. كما وتعارض اتفاقية السلام مع إسرائيل وصفقة الغاز الأردنية معها وتدعو لاستعمال الصخر الزيتي الأردني بدلا من الغاز الطبيعي المستورد من إسرائيل، لذا قامت برفع يافظة مكتوب عليها «غاز العدو احتلال». وكذلك تدعو لوقف العلاقات الدبلوماسية مع الكيان الصهيوني حسب ادعائها.

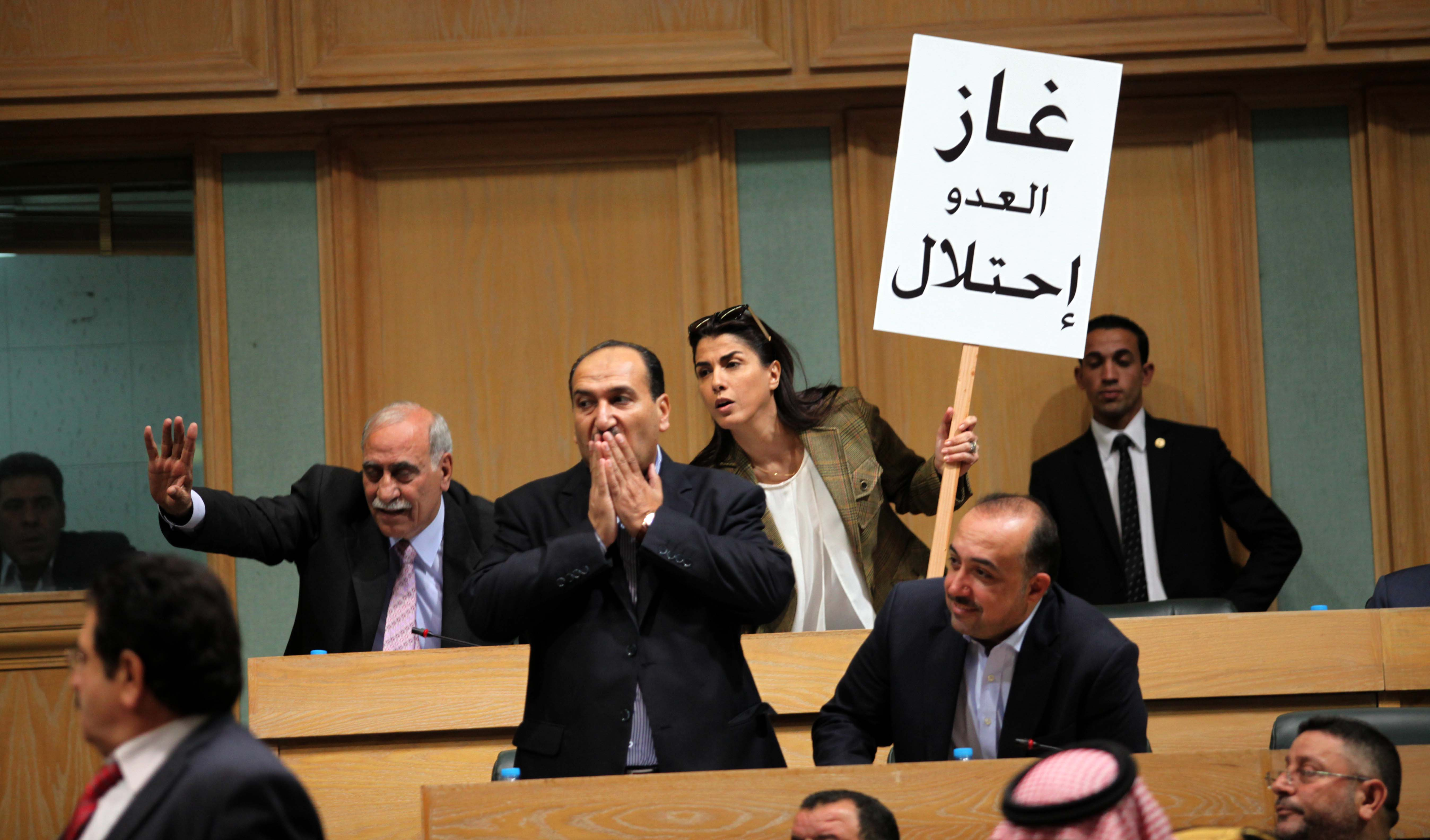
هند الفايز تحمل يافظة "غاز العدو احتلال"

اما على صعيد القضية الفلسطينية فهي من أكثر الداعمين للشعب الفلسطيني إذ قامت النائب هند الفايز بالمشاركة في المسيرات الداعمة لغزة في بريطانيا.
شاركت النائب هند الفايز في المسيرات الداعمة لقطاع غزة بالعاصمة البريطانية في لندن.
ورفعت الفايز مع المشاركين والناشطين يافطات الاحتجاج على العدوان 'الإسرائيلي' والحصار المستمر منذ 7 سنوات على غزة.
وهتف المشاركون الذين جابوا الشوارع العامة، بنداءات الحرية لفلسطين من النهر إلى البحر.

## عائلتها
هي ابنة حاكم الفايز أحد مؤسسي حزب البعث ولكنه اعتقل في عهد الرئيس السوري حافظ الأسد لمدة 22 سنه في سجن المزة.
اخوتها صخر وهو الذي توفي في التسعينات وفهد الاخ الأكبر وزيد وغدير
وهي متزوجة من رؤوف الدباس (والذي كان والده د. هاشم الدباس نائبا في مجلس النواب الأردني ووزيرا للطاقة) وهو خبير بيئي ولها 3 أولاد وابنة، صخر وعمر وعون وجواهر.

## إعتقالها
في 16 مايو 2019 صدرت مذكرة قضائية للقبض عليها، بسبب مبلغ مالي يقدر ب 12 الف دينار، والحكم عليها 90 يوم بالسجن.
وأوقفت من قبل الشرطة الأردنية، في وهي في طريقها للعاصمة عمان للاعتصام أمام مقر الحكومة، للمطالبة بالإصلاح السياسي والاقتصادي، وأكدت أن توقيفها تم على خلفية قضايا مالية.
ووصف شقيقها زيد الفايز، بأن توقيفها ”سياسي في ثوب حقوقي“ وأن أبناء عشيرة ”بني صخر“ تداعوا لعقد اجتماع طارئ في ديوان الشيخ مثقال الفايز لبحث تداعيات التوقيف الذي وصفه بالسياسي.
وتم الإفراج عنها بعد ظهر الجمعة 17 مايو 2019 بعد تسديد قيمة المطالبة المالية المترتبة على القضية لدى محاسب وزارة العدل في إدارة التنفيذ القضائي، أن هناك شكوى جديدة ضدها وزوجها رؤوف الدباس على خلفية شكوى من شرطة غرب عمان، مفادها مقاومة رجال الأمن أثناء عملية اعتقال النائب هند الفايز امس الخميس كما أن الشكوى نفسها طالتها، حيث اتهمتها الأجهزة الأمنية بمقاومة اعتقالها. وأثناء خروجها من سجن الجويدة، أظهرت آثار إصابة وجروح ودماء بيدها، أصيبت بها أثناء عملية اعتقالها.
قائلة بصوت عالي:-

## وصلا خارجية
- الرسمي للنائب هند الفايز